# Charlotte Roche
Charlotte Elisabeth Grace Roche [ɹəʊʃ], britanska moderatorka, producentka, igralka, govorka v radijskih igrah in avtorica, ki živi v Nemčiji, * 18. marec 1978, High Wycombe, Anglija.

## Življenje in kariera
Roche, hči inženirja in politično ter umetniško aktivne matere, je prišla iz Londona preko Nizozemske v Nemčijo, ko je bila stara eno leto. Leta 1983, ko je dvojezična Charlotte imela pet let, so se njeni starši ločili. S tem povezane izkušnje je kasneje vpletla v svoje knjige Vlažne cone (Feuchtgebiete) in Razgaljena (Schoßgebete). V osnovno šolo je hodila v Niederkrüchtenu, leta 1989 je šla na St.-Wolfhelm-Gymnasium v sosednji Schwalmtal. Po osmem razredu, pri  14 letih, se je preselila v Mönchengladbach, kjer je hodila na gimnazijo Hugo-Junkers-Gymnasium v okrožju Rheydt. Po enajstem razredu, pri 17 letih, je zapustila šolo.
V gimnazijskem času je Roche pridobila prve odrske izkušnje v gledaliških skupinah. Leta 1993 se je izselila od doma in skupaj s tremi prijateljicami ustanovila glasbeno skupino garage rocka The Dubinskis. Sledil je čas, ko je Roche naredila veliko, da bi izstopala – sama sebe je na primer ranila, da bi lahko naredila slike s svojo krvjo, preizkušala je različne droge in brila se je na balin. Leta 2001 so se v prometni nesreči smrtno ponesrečili njen brat in dva polbrata, njena mati pa je bila hudo poškodovana. Bili so na poti v Anglijo na Charlottino poroko.
Leta 2002 se je rodila Polly Roma, hči Roche in Erica Pfeila, producenta in avtorja Charlottine nekdanje oddaje Fast Forward. Od leta 2007 je Roche poročena z Martinom Keßom, soustanoviteljem televizijske družbe Brainpool.

### Moderatorstvo
Leta 1998 je Charlotte Roche postala znana v Nemčiji zaradi svojega dela kot moderatorka glasbene oddaje Fast Forward na televizijski postaji VIVA Zwei. Leta 2000 je prvič govorila v zvočni knjigi The Speed Queen, romanu ameriškega avtorja Stewarta O’Nana, poleg tega je postala moderatorka oddaje Trendspotting. Leta 2001, takrat je bila že glavni obraz postaje VIVA Zwei, so jo prvič nominirali za televizijsko nagrado Grimme-Preis zaradi „njenega kompetentnega in vendar posebnega stila moderacije“. Ekscentrična „Queen of German Pop Television“ („kraljica nemške pop televizije“), kot jo je imenoval moderator Harald Schmidt, je dobila veliko pohval zaradi svojega nekonvencionalnega načina vodenja intervjujev.
Ko so januarja 2002 ukinili program VIVA Zwei, se je oddaja Fast Forward nadaljevala na programu VIVA, proti koncu leta 2004 so jo vendarle dokončno ukinili. Zaradi tega je Roche začela stavkati in zavračala moderatorstvo/vodenje  zadnje načrtovane epizode/oddaje. Leta 2002 je za svoje dosežke v okviru oddaje Fast Forward dobila nagrado Bayerischer Fernsehpreis (bavarska televizijska nagrada), dve leti kasneje pa nagrado Grimme-Preis. Isto leto so napovedovali izid njene knjige Brade prostakov (Die Bärte der Proleten), vendar knjiga doslej še ni izšla.
Na televizijski postaji ProSieben je Roche medtem od leta 2003 moderirala lastno pogovorno oddajo Charlotte Roche trifft... (Charlotte Roche sreča...), ki so jo ukinili po trinajstih epizodah. Poleg tega je leta 2006 moderirala pri televizijski postaji ARTE štiri oddaje glasbenega magazina Tracks, ki ga je producirala postaja ZDF. Leta 2007 je vodila odprtje mednarodnega filmskega festivala v Berlinu. Poleg tega je bila Roche za kratek čas članica ekipe Pssst..., kviza, ki so ga oddajali/delali/ustvarjali za televizijsko postajo ARD s Haraldom Schmidtom kot moderatorjem.
Z medijskim podjetjem Punani Enterprises, ki sta ga ustanovila Roche in Brainpool, je Roche producirala pilotsko oddajo televizijske verzije družabne igre Resnica ali izziv, z različnimi slavnimi osebnostmi in Roche kot gostiteljico. Za oddajo niso našli zainteresirane televizijske postaje, ki bi jo predvajala. Aprila 2007 so se kljub temu  posnetki štirih sedemminutnih odlomkov iz oddaj razširili prek YouTuba in sprožili v medijih nemalo odzivov. Leta 2008 je pri televizijski postaji 3sat dobila lastno oddajo z naslovom Charlotte Roche unter... (Charlotte Roche med...), v kateri je spremljala ljudi pri delu na različnih področjih. Od septembra 2009 naprej sta na radiu Bremen skupaj z novinarjem Giovannijem di Lorenzom moderirala pogovorno oddajo 3 nach 9 (3 čez 9). Januarja 2010 sta Roche in programski direktor radia Bremen objavila, da bodo sodelovanje sporazumno prekinili.
Od marca 2012 naprej moderira Roche skupaj z Janom Böhmermannom pogovorno oddajo Roche & Böhmermann pri televizijski postaji ZDFkultur.

### Film in glasba
Leta 2002 je Roche nastopila v videospotu pesmi Club der schönen Mütter (Klub lepih mater) glasbene skupine Fehlfarben. Leta 2003 je nastopala v radijski igri romana Twelve (Dvanajst) ameriškega avtorja Nicka McDonella, leta 2004 je pela pesem Träume (Sanje) na albumu Here Comes Love nemškega DJ-a Superpitcher. Isto leto je snemala svoj prvi igrani film Eden (naslov), ki je prišel v kino jeseni 2006. Vse do danes piše Roche v neenakomernih intervalih članke za revijo Spex. Poleg tega je imela stransko vlogo v grozljivki Demonium Andreasa Schnaasa iz leta 2001. 
Leta 2005 je Charlotte Roche (skupaj z igralcem Christophom Mario Herbstom in nekaj časa tudi s komikom Heinzom Strunkom) šla na bralno turnejo po Nemčiji, na kateri je prebirala odlomke disertacije urologa Michaela Alschibaja Theimurasa iz leta 1978 z naslovom Poškodbe penisa pri masturbaciji s sesalcem. Istega leta je nastopila kot glasbena gostja na singlu Mauern (Zidovi) v “Walls Remix” nemškega glasbenika Rockoja Schamonija. Leto kasneje je Roche skupaj z glasbenikom Belo B. producirala duet z naslovom 1. 2. 3. …, ki je izšel na albumu Bingo in tudi kot singel. Roche je tudi nastopila v videospotu te pesmi.

### Feminizem
Charlotte Roche velja že nekaj let kot predstavnica nove feministične generacije. Maja 2001 je bila na naslovnici revije Emma. Neka stališča klasičnega feminizma sedemdesetih let (kot na primer popolno neodobravanje pornografije) ima Roche za zastarana in zastopa bolj spolno-pozitiven feminizem.
„Mlade feministke se morajo za veliko stvari zahvaliti Alice Schwarzer, na primer za to, da ženski ni več treba vprašati moža, ali  smejo iti delat. Vendar pa ji pri veliko novih kampanjah, kot je demoniziranje pornofilmov, ne moremo več slediti. Gospa Schwarzer želi prepovedati sadomazohističen seks. Vendar so ženske popolnoma mazohistične, tega niti ona ne more več spremeniti. Ne ljubi  se mi spraševati gospo Schwarzer za dovoljenje, preden začnem z zadevo v postelji.“
- Roche v intervjuju za časopis Spiegel

### Stališča o religiji in politiki
Roche zastopa religijsko kritična stališča in se zavzema za delitev cerkve ter države. Za internetno tiskovno agencijo Humanistischer Pressedienst je izrazila svoje strogo neodobravanje cerkve:
„Ne stopim v cerkev, sem tako rigorozna, da se ne odzovem, ko me nekdo povabi na poroko, pogreb, krst ... Ne vstopim v cerkev, ker se me zdi nesmiselno iti noter, če sploh ne verjameš v to.“
- Roche v intervjuju za Humanistischer Pressedienst, 2011
Roche je članica društva attac in se angažira za ukinitev jedrskih elektrarn v Nemčiji. Roche se zavzema za strogo avtorsko pravo in ga obravnava kot zgodovinski dosežek.

## Dela
- 2008: Vlažne cone (Feuchtgebiete); roman.
- 2011: Razgaljena (Schoßgebete); roman.